# Maria Montserrat Guibernau i Berdun
Maria Montserrat Guibernau i Berdún (Vilanova i la Geltrú, 1 de gener del 1960) és sociòloga de la política, especialista en nacionalismes, en especial el català, escocès i europeu.

## Biografia
Montserrat Guibernau és llicenciada en filosofia i ciències de l'educació a la Universitat de Barcelona, doctora en Teoria Social i Política per la Universitat de Cambridge i catedràtica de Ciència Política al Queen Mary College de la Universitat de Londres. Ha exercit com a professora a les universitats de Barcelona, Warwick, l'Open University i Cambridge.
Guibernau ha ensenyat, investigat i supervisat estudiants de postgrau al Queen Mary. Montserrat ha visitat la Universitat del Quebec (Montreal, Canadà), la Universitat de Tampere (Finlàndia), l'Acadèmia Austríaca de Ciències Socials (Àustria), la London School of Economics i la Universitat de Cambridge (Regne Unit). Ha impartit conferències a moltes universitats d'Amèrica del Nord, incloent la Universitat de Nova York i la Universitat de Colúmbia, així com ha donat una conferència a la Universitat Hebrea (Jerusalem, Israel), i va ser convidada com a ponent en el Fòrum de Beijing el 2007.
La seva recerca actual se centra en dos temes interrelacionats dins del camp de la sociologia política: l'estudi de les transformacions globals que determinen l'estructura i el terme del nacionalisme i la identitat nacional, i l'anàlisi de la diversitat nacional i ètnica dins de la Unió Europea i Amèrica del Nord. Les seves preocupacions es refereixen a qüestions d'identitat tant la política i la mobilització cultural, així com qüestions relacionades amb els mecanismes i models de governança política d'esmeril. Guibernau ha participat en la investigació empírica a Espanya, Catalunya, Escòcia, Irlanda del Nord, Quebec, el Veneto, Àustria, Noruega i més recentment, Grècia.
Va formar part de l'assessorament del documental Adéu, Espanya? que va emetre la Televisió de Catalunya el 2010.
Des del 2011 forma part com a membre corresponent de la Secció de Filosofia i Ciències Socials de l'Institut d'Estudis Catalans.

## Premis
- El 1998 va rebre el diploma de reconeixement de la ciutat de Vilanova i la Geltrú.[7]
- Premi Fundació Ramon Trias Fargas 1998, amb el llibre Nacions sense estat: nacionalisme i diversitat en l'era global.[8]
- Premi d'assaig breu Irla 2009, amb el llibre Per un catalanisme cosmopolita.[9]

## Obra publicada
- Guibernau, Montserrat. El Pensament sociològic de Raymond Aron.  Moià: Raima, 1988, p. 159. ISBN 8486573084.
- Guibernau, Montserrat. Nationalisms: the nation-state and nationalism in the twentieth century.  Cambridge: Polity Press, 1996, p. 174. ISBN 0745614027.
- Guibernau, Montserrat. Nacionalisme: debats i dilemes per a un nou mil·lenni.  Barcelona: Proa, 2001, p. 270. ISBN 8482568175.
- Guibernau, Montserrat. Understanding Nationalism.  Cambridge: Polity Press, 2001, p. 304. ISBN 978-0-7456-2402-0.
- Guibernau, Montserrat. Governing european diversity.  Londres: Sage, 2001, p. 235. ISBN 0761954643.
- Guibernau, Montserrat. El Nacionalisme català : franquisme, transició i democràcia.  Barcelona: Pòrtic, 2002, p. 235. ISBN 8473067967.
- Guibernau, Montserrat. History And National Destiny: Ethnosymbolism and its Critics.  Wiley-Blackwell, 2004, p. 228. ISBN 9781405123914.
- Guibernau, Montserrat. The Identity of nations.  Cambridge: Polity Press, 2007, p. 235. ISBN 9780745626628.
- Guibernau, Montserrat. Per un catalanisme cosmopolita.  Barcelona: Angle, 2009, p. 123. ISBN 9788492758241.
- Guibernau, Montserrat. The Ethnicity Reader: Nationalism, Multiculturalism and Migration.  Cambridge: Polity Press, 2010, p. 348. ISBN 9780745647012.
- Guibernau, Montserrat. Belonging: Solidarity and Division in Modern Societies.  Cambridge: Polity Press, 2013, p. 240. ISBN 0745655076.